# Friedrich Puvogel

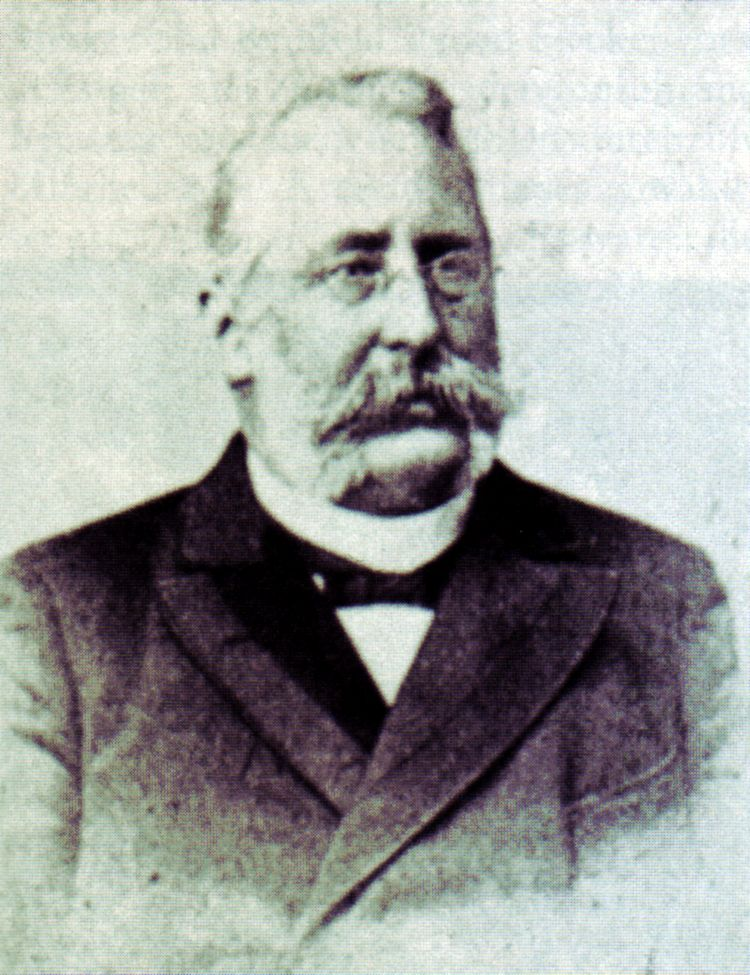
Friedrich Puvogel

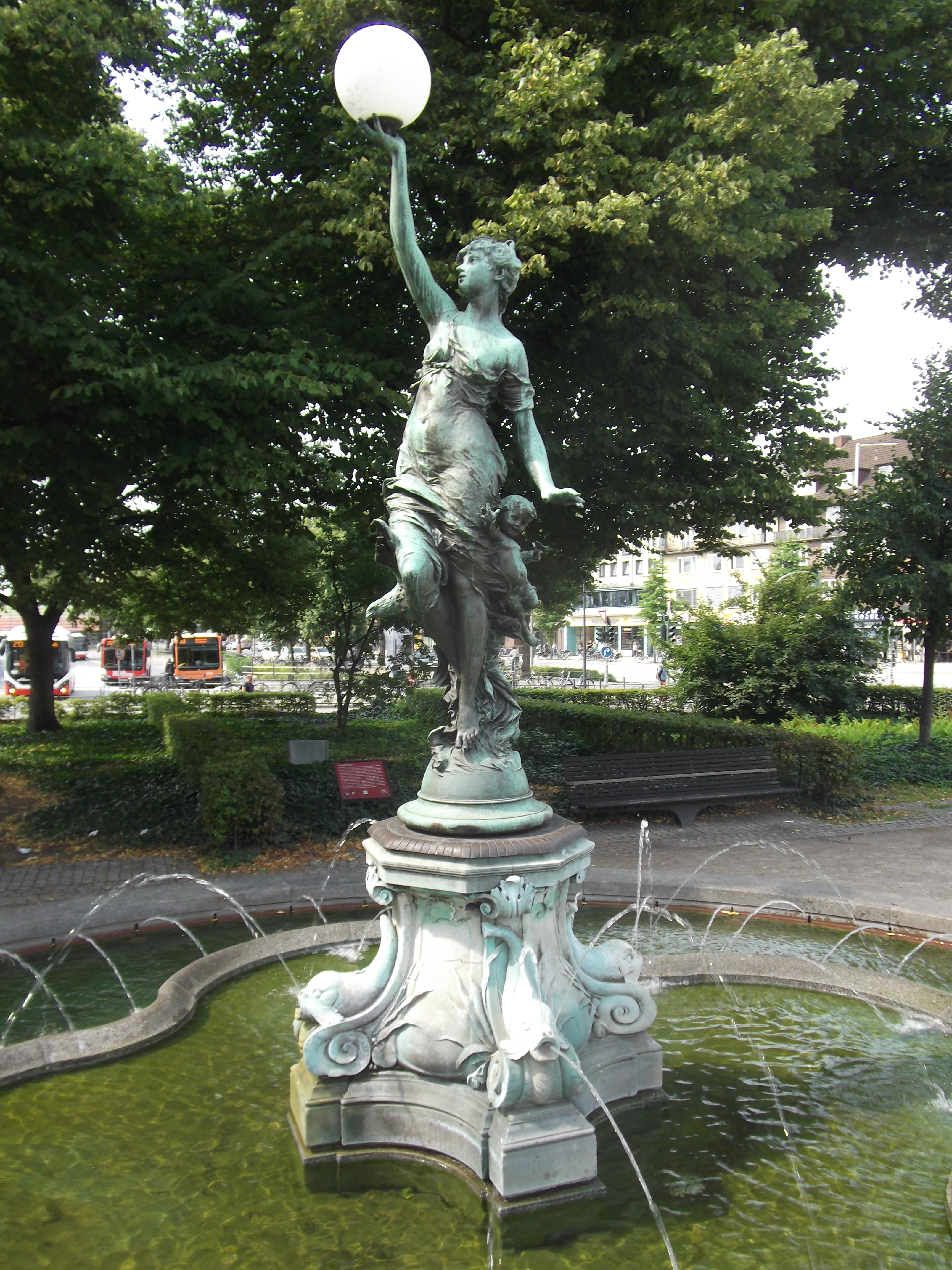
Puvogel-Brunnen in Wandsbek

Friedrich Puvogel (* 11. August 1836 in Wandsbek; † 4. August 1907 ebenda) war ein deutscher Buchdrucker, Verleger, Journalist und Politiker.

## Leben

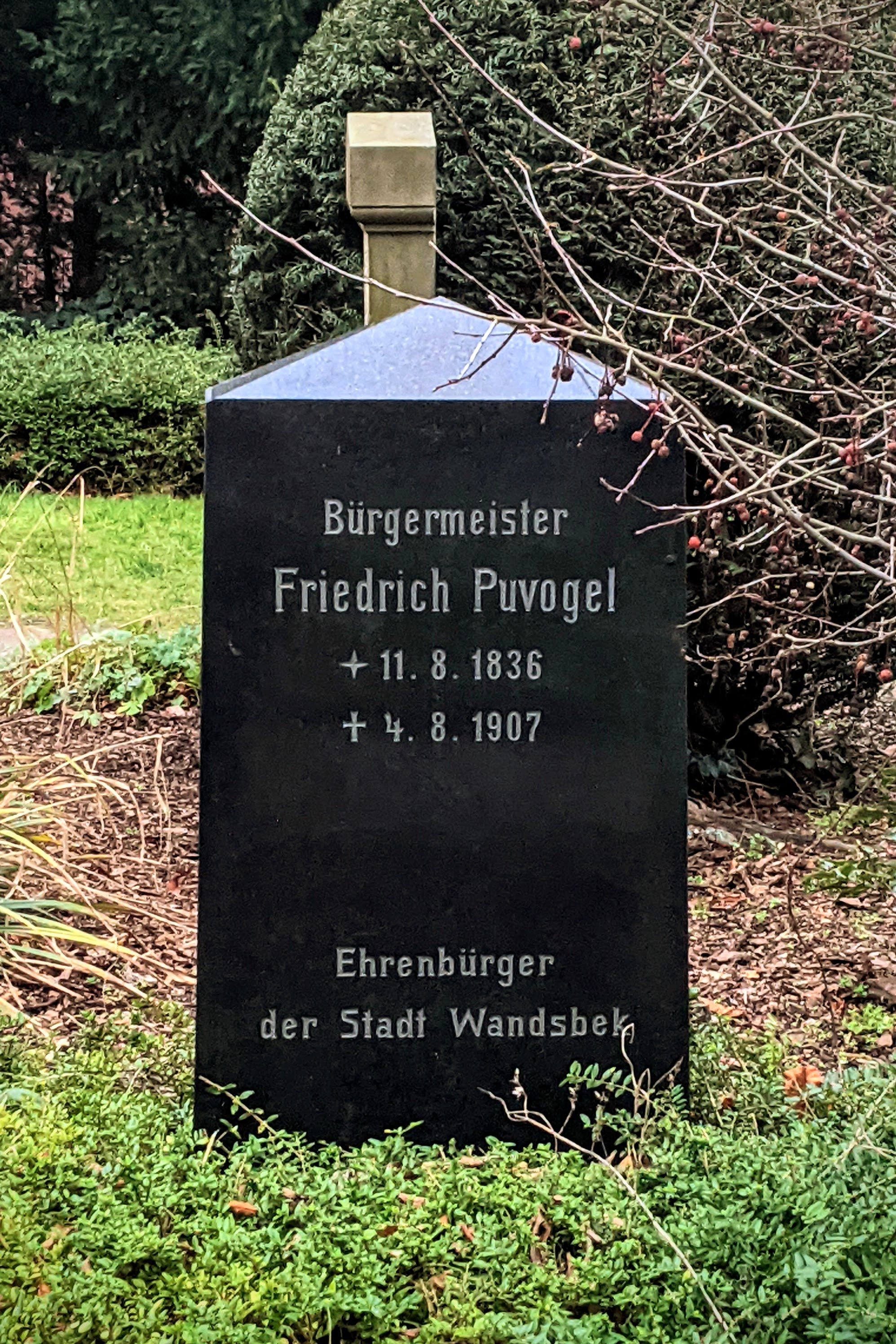
Grabstein auf dem Historischen Friedhof Wandsbek

Der Sohn eines Tischlermeisters gründete 1855 im damals noch selbständigen Wandsbek eine Buchdruckerei mit Verlag und erhielt 1859 vom dänischen König Friedrich VII. das Privileg zur Herausgabe einer Zeitung. Diese nannte er in Anknüpfung an Matthias Claudius’ berühmte Vorlage Wandsbecker Bote, sie erschien unter seiner Leitung zunächst wöchentlich und ab 1897 als Tageszeitung.
1869 gehörte er zu den ersten gewählten Stadtverordneten von Wandsbek, 1873 wurde er zum Beigeordneten gewählt und vertrat in dieser Funktion 1886–1888 den erkrankten Bürgermeister Wilhelm Davids. 1889 erhielt er daraufhin den Titel „Zweiter Bürgermeister“ und bekleidete das Amt bis zu seinem Tod 1907. Außerdem wurde er 1874 in den Kreistag von Stormarn gewählt und gehörte von 1882 bis 1895 dem schleswig-holsteinischen Provinziallandtag an. Daneben wirkte er als Vorsitzender des 1883 gegründeten Wandsbeker Verschönerungsvereins, engagierte sich für den Aufbau des Matthias-Claudius-Gymnasiums und publizierte mehrere Schriften zur Wandsbeker Lokalgeschichte, zunächst als Artikelfolge in seiner Zeitung und später auch in Buchform.

## Ehrungen
Für seine Verdienste um die Stadt wurde er mehrfach ausgezeichnet: Roter Adlerorden IV. Klasse 1883, Ehrenbürgerschaft von Wandsbek 1906. Nach seinem Tod wurde ihm zu Ehren auf dem Wandsbeker Marktplatz der von Cuno von Uechtritz-Steinkirch gestaltete Puvogelbrunnen errichtet. Seit 1950 ist die Puvogelstraße in Hamburg-Wandsbek nach ihm benannt.

## Schriften (Auswahl)
- Wandsbeck in der zweiten Hälfte des neunzehnten Jahrhunderts. Ortsgeschichtliche Aufzeichnungen (1901)
- Der Wandsbecker Stadttheil Königsland. Ein Beitrag zur Geschichte Wandsbecks (1895)
- Der Wandsbecker Stadtbezirk Marienthal. Geschichtliche Aufzeichnungen über die Entstehung und Entwicklung desselben und die damit im Zusammenhange stehenden Vorgänge im öffentlichen Leben Wandsbecks (1894)